# Stazione di Castellana Grotte
Stazione di Castellana Grotte vasútállomás Olaszországban, Castellana Grotte településen.

## Vasútvonalak
Az állomást az alábbi vasútvonalak érintik:
- Bari–Martina Franca–Taranto-vasútvonal

## Kapcsolódó állomások
A vasútállomáshoz az alábbi állomások vannak a legközelebb:
- Stazione di Conversano (Stazione di Bari Centrale, Bari–Martina Franca–Taranto-vasútvonal)
- Grotte di Castellana railway station (Stazione di Taranto, Bari–Martina Franca–Taranto-vasútvonal)